# Birni-N’Konni (Departement)
Birni-N’Konni ist ein Departement in der Region Tahoua in Niger.

## Geographie

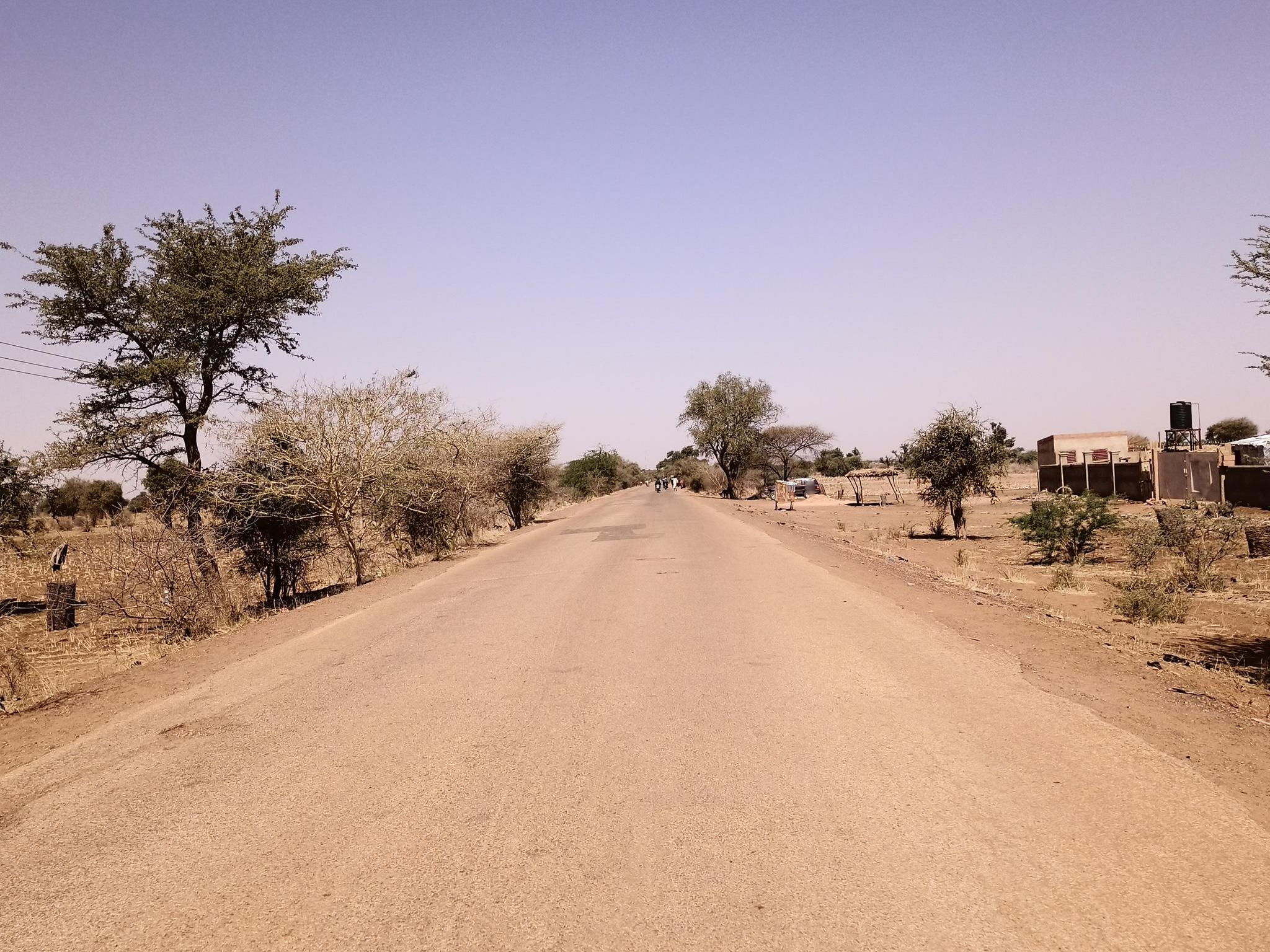
Eine ländliche Straße im Departement Birni-N’Konni (2021)

Das Departement liegt im Süden des Landes und grenzt an Nigeria. Es besteht aus der Stadtgemeinde Birni-N’Konni und den Landgemeinden Alléla, Bazaga und Tsernaoua. Der namensgebende Hauptort des Departements ist Birni-N’Konni. Es gibt zwei Dörfer mit mehr als 5000 Einwohnern laut Volkszählung 2012: Dossey und Massalata.

## Geschichte
Nach der Unabhängigkeit Nigers im Jahr 1960 wurde das Staatsgebiet in 32 Bezirke (circonscriptions) aufgeteilt. Einer davon war der Bezirk Birni-N’Konni. 1964 gliederte eine Verwaltungsreform Niger in sieben Departements, die Vorgänger der späteren Regionen, und 32 Arrondissements, die Vorgänger der späteren Departements. Im Zuge dessen wurde der Bezirk Birni-N’Konni in das Arrondissement Birni-N’Konni umgewandelt.
Im Jahr 1998 wurden die bisherigen Arrondissements Nigers zu Departements erhoben, an deren Spitze jeweils ein vom Ministerrat ernannter Präfekt steht. Die Gliederung des Departements in Gemeinden besteht seit dem Jahr 2002. Zuvor bestand es aus dem städtischen Zentrum Birni-N’Konni und den Kantonen Birni-N’Konni und Doguéraoua. 2011 wurde Malbaza als eigenes Departement aus dem Departement Birni-N’Konni herausgelöst.

## Bevölkerung

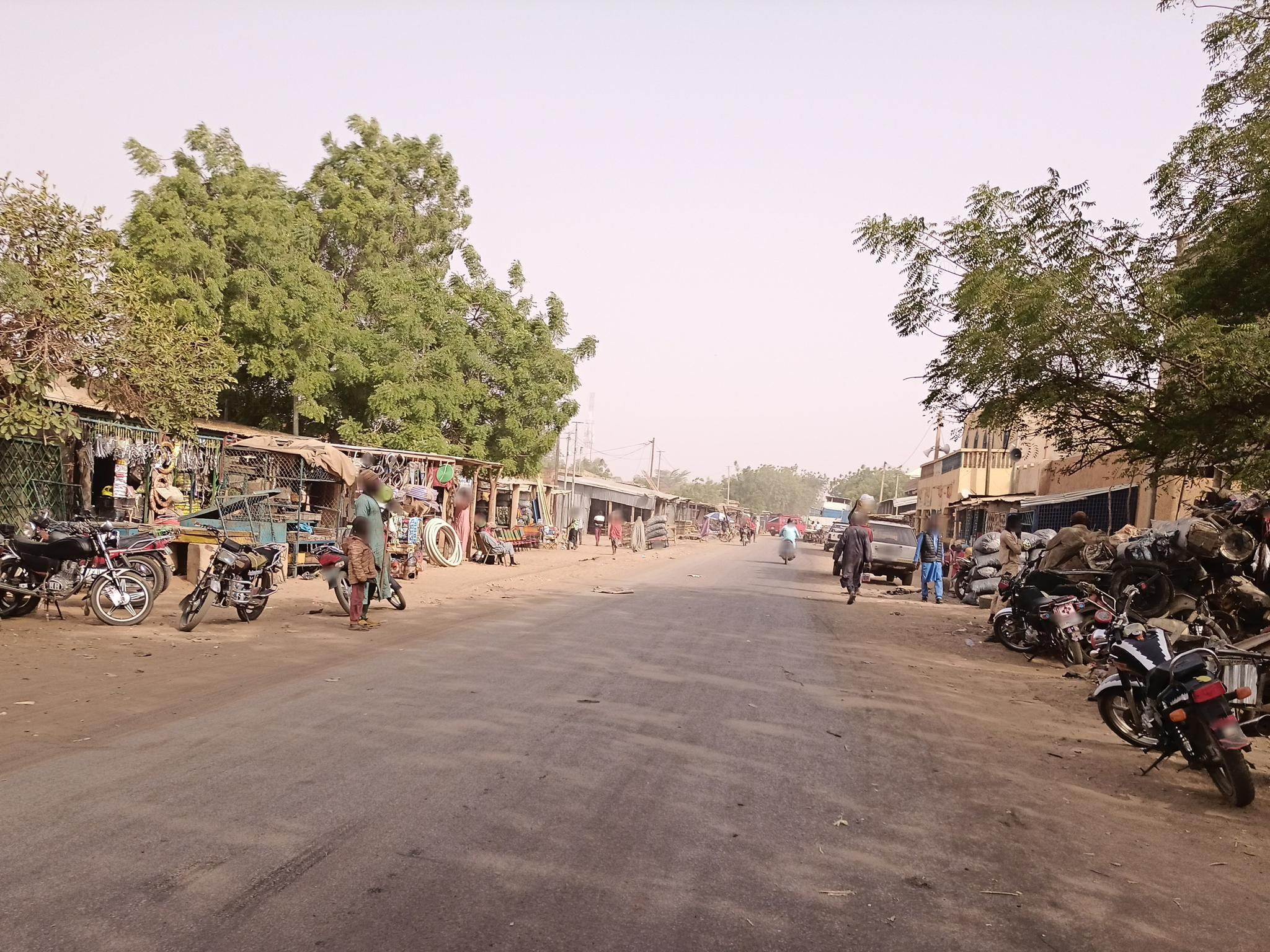
Eine Straßenszene im Hauptort (2021)

Das Departement Birni-N’Konni hat gemäß der Volkszählung 2012 312.886 Einwohner. Bei der Volkszählung 2001, vor der Herauslösung von Malbaza, waren es 363.176 Einwohner, bei der Volkszählung 1988 253.409 Einwohner und bei der Volkszählung 1977 175.159 Einwohner.

## Verwaltung
An der Spitze des Departements steht ein Präfekt (französisch: préfet), der vom Ministerrat auf Vorschlag des Innenministers ernannt wird.
| Amtszeit                     | Name                  |
| ---------------------------- | --------------------- |
| …                            |                       |
| 15. Apr. 2010 – 3. Jun. 2011 | Alhassane Salou Alpha |
| 3. Jun. 2011 – 7. Sep. 2011  | Mahamadou Abdoulaye   |
| 7. Sep. 2011 – 6. Sep. 2013  | Adamou Amadou         |
| 6. Sep. 2013 – 29. Jul. 2016 | Abass Serkin Abzin    |
| 29. Jul. 2016 – 9. Okt. 2018 | Mounkaïla Sorka       |
| 9. Okt. 2018 – 8. Nov. 2021  | Ibrahim Abbalélé      |
| 8. Nov. 2021 – 24. Aug. 2023 | Ralissoune Alili      |
| seit 24. Aug. 2023           | Boubacar Ali          |